# Trioza pitkini
Trioza pitkini är en insektsart som beskrevs av Jennifer L. Hollis 1984. Trioza pitkini ingår i släktet Trioza och familjen spetsbladloppor.
Artens utbredningsområde är Kenya. Inga underarter finns listade i Catalogue of Life.